# Szlak Bozemana

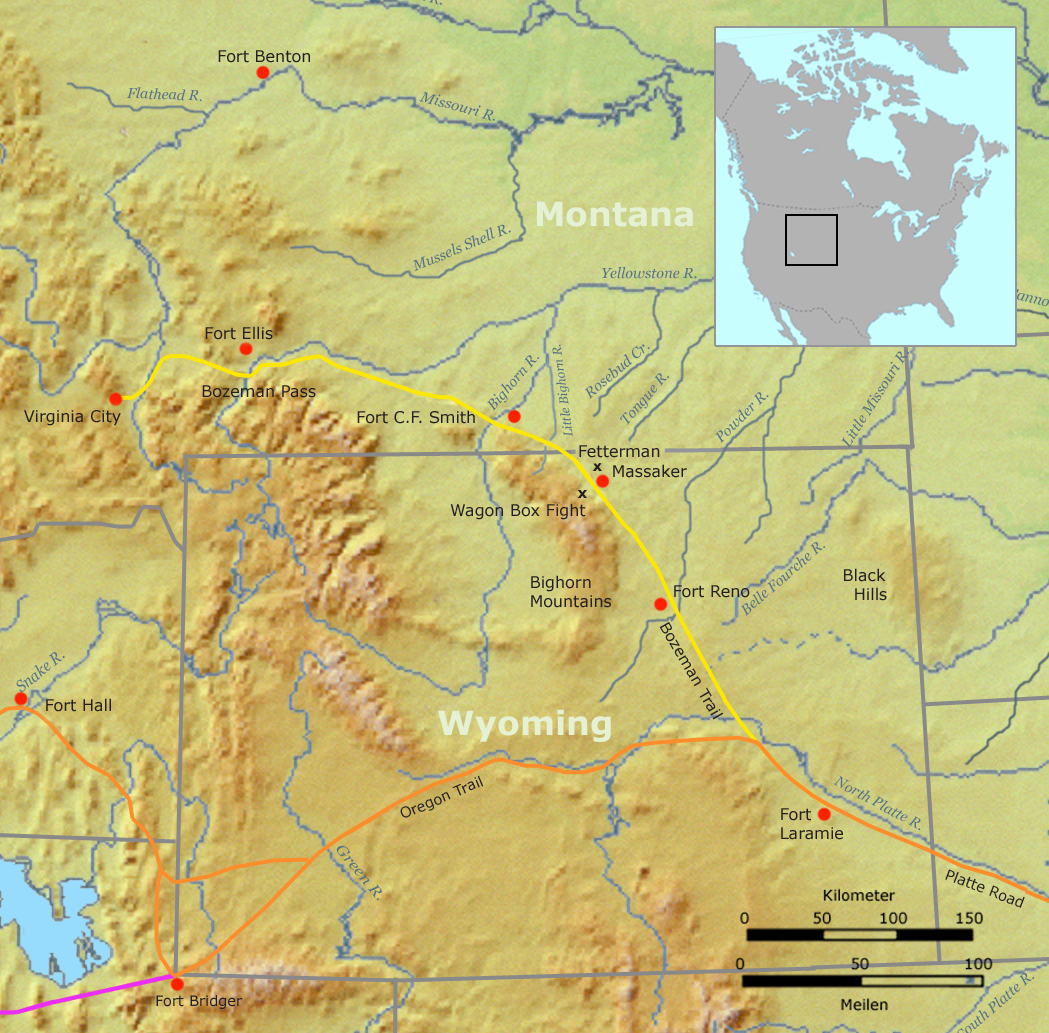
Szlak Bozemana (kolor żółty) łączący się ze szlakiem oregońskim (kolor pomarańczowy)

Szlak Bozemana – międzystanowy szlak łączący Szlak Oregoński ze złotonośnymi terenami w stanie Montana, w dolinie rzeki Yellowstone. Potok białych osadników przemierzających szlak stał się przyczyną kilku kampanii militarnych między Indianami a armią USA.

## Wytyczenie szlaku
W 1863 John Bozeman wraz z Johnem Jacobsem wytyczyli prostą drogę z Virginia City w Montanie do środkowego Wyomingu. To połączenie dawało szybszą i prostszą drogę oraz było lepiej zaopatrzone w wodę niż każdy wcześniejszy szlak wiodący do Montany. Jedyną kwestią problematyczną było to, że prowadził on przez sam środek terytorium Indian - Kraju rzeki Powder. Bozeman i Jacobs zostali schwytani przez Dakotów, pozbawieni koni, broni i ubioru wypuszczeni na wolność. Indianie byli przekonani, że wobec nadchodzącej zimy nie uda się przeżyć wypuszczonym jeńcom. Bozemanowi i jego towarzyszowi udało się dotrzeć do Fort Laramie we wschodnim Wyomingu.

## Pierwsze podróże i reakcja Indian
Bozeman, wraz z innymi, poprowadził szlakiem pierwszą grupę osadników, liczącą ok. 2000 ludzi, już w roku 1864, czyli rok po jego wytyczeniu. Tym razem znowu Dakotowie zagrodzili Amerykanom drogę i zmusili do zawrócenia, jednak po wycofaniu się tubylców, Bozeman kontynuował wyprawę. Kupcy i osadnicy próbowali od tej pory w większych grupach przemierzać nowy szlak, co często spotykało się z indiańskimi napadami. W latach 1864–1866 liczba napaści ze strony Dakotów i innych plemion zmusiła armię amerykańską do przeprowadzenia zbrojnych akcji przeciw nim. Generał Patrick Edward Connor prowadził kilka najwcześniejszych wypraw przeciwko Indianom. Pokonał Szoszonów w bitwie nad Bear River, a następnie podczas Ekspedycji Rzeki Powder pokonał plemię Arapaho w bitwie nad rzeką Tongue w roku 1865.

## Sytuacja po Wojnie Secesyjnej
W 1866, wraz z zakończeniem amerykańskiej wojny domowej kolejne 2000 osadników zmierzało szlakiem Bozemana. Tego samego roku Nelson Story, przedsiębiorca z Montany, podjął niezwykle ryzykowną próbę przepędzenia około tysiąca sztuk bydła Texas Longhorn z Teksasu do złotonośnych obozów w Montanie, używając między innymi szlaku Bozemana. Był to jeden z pierwszych i najdłuższych komercyjnych przepędów bydła do tego regionu. Zbudowano na trasie szlaku dwa forty: Fort Phil Kearny i Fort C.F. Smith oraz odbudowano spalony przez Indian Fort Connor, nazwany teraz Fort Reno. Armia amerykańska zwołała naradę z Indianami do Fort Laramie, na którą zaproszono również wodza Czerwoną Chmurę. Celem spotkania było uzyskanie od Dakotów, reprezentujących także interesy innych plemion, zgody na używanie szlaku przez białych. Indianie nie chcieli się zgodzić, gdyż podróż osadników szlakiem spowodowałby płoszenie łownej zwierzyny i ingerencję w ziemie, uważane przez Indian za święte. Kiedy było już blisko uzyskania kompromisu, Czerwona Chmura przerwał pertraktacje widząc, że regiment amerykańskiej piechoty przybył do fortu w celu budowania nowych fortów, mimo że nie było jeszcze porozumienia w tej sprawie. Była to iskra zapalająca konflinkt, nazwany Wojną Czerwonej Chmury. Po tym, jak Dakotowie rozbili oddział Williama Fettermana w bitwie nazwanej później przez Amerykanów "Masakrą Fettermana" i po kilku mniejszych indiańskich sukcesach, w 1867 Czerwona Chmura został pokonany w bitwie na barykadzie wozów a John Bozeman stracił życie na szlaku z rąk Indian z plemienia Czarnych Stóp. Inni twierdzą, że mógł zostać zamordowany przez towarzysza podróży.

## Koniec wypraw
Indiańskie napaści nie ustawały, podróże szlakiem stały się bardziej niebezpieczne i zaprzestano - głównie dlatego, że linia kolejowa Union Pacific dotarła do dzisiejszego Idaho - używania tej drogi. Ulysses S. Grant nakazał żołnierzom opuszczenie fortów, które zostały następnie spalone przez Szejenów, a Czerwona Chmura podpisał traktat pokojowy w 1868 roku. Od tej pory tylko armia używała szlaku w czasie późniejszych kampanii militarnych, ale położono też wzdłuż tej drogi linię telegraficzną.